# فرودگاه وستپورت/ریدو لیکز
فرودگاه وستپورت/ریدو لیکز (به انگلیسی: Westport/Rideau Lakes Airport) یک فرودگاه همگانی است که یک باند فرود شن دارد و طول باند آن ۹۱۴ متر است. این فرودگاه در کشور کانادا قرار دارد و در ارتفاع ۱۵۲ متری از سطح دریا واقع شده است.